# Třináctý měsíc
Třináctý měsíc je používán některými kalendářními systémy, především jako přestupný měsíc sloužící k vyrovnání lidského kalendáře s astronomickým časem.

## Název měsíce
V angličtině a některých dalších jazycích, které měsíce roku pojmenovávají podobným způsobem, se někdy třináctý měsíc kalendáře nazývá undecember nebo undecimber. Název je vytvořen podobně jako název pro měsíc prosinec, december, kde decim v latině znamená deset a undecim jedenáct.
Historicky se pro třináctý měsíc roku ve starší češtině používal název hruden.
Ve starém římském kalendáři se třináctý měsíc nazýval Mercedonius.

## Reálné používání
Třináctý měsíc využívají zejména lunisolární kalendáře, které se jeho využíváním snaží vyrovnat rozdíly mezi lunárním a solárním kalendářem. Třináctý měsíc používaly nebo používají například tyto kalendáře:
- Před zavedením gregoriánského kalendáře se v Čechách používal staročeský lunisolární kalendář, který měl standardně 12 měsíců o 29 až 30 dnech a jednou za tři roky přestupný 13 měsíc hruden.[2]
- Židovský kalendář je podobně jako staročeský rozdělen na 12 měsíců o 29 až 30 dnech. Sedmkrát za 19 let je před standardně dvanáctý měsíc adar vložen měsíc adar I., obvyklý měsíc adar je přejmenován na adar II. a v daném roce je 13. měsícem.
- Čínský lunární kalendář
- Starý římský kalendář měl třináctý měsíc Mercedonius vždy ob dva roky. Mercedonius se přestal využívat zavedením Juliánského kalendáře.
- Tradiční etiopijský kalendář má dvanáct měsíců o 30 dnech následovaných třináctým měsícem pagume, který má obvykle pět, v přestupném roce šest dní.[3]
- Mezinárodní opravený kalendář (anglicky international fixed calendar) byl v roce 1902 představen jako koncept reformního kalendáře, který měl 13 pevných měsíců, každý o 28 dnech a měl vyrovnat rozdíly mezi lidským kalendářem a astronomickým časem, jakož i pevně nastavit jinak proměnné události (třeba datum velikonoční neděle) kalendáře na jedno neměnné datum.[4]